# 17. etape af Vuelta a España 2020
17. etape af Vuelta a España 2020 var en 178,2 km lang bjergetape, som blev kørt den 7. november 2020 med start i Sequeros og mål i La Covatilla.
For at undgå spredning af COVID-19, var etapens stigninger lukket af for tilskuere. På det tidspunkt var over 1.000.000 spaniere blevet smittet med virussen under coronaviruspandemien.

## Resultater

### Etaperesultat
| \| Etaperesultat \| Etaperesultat \| Etaperesultat \| Etaperesultat \| Etaperesultat \| \| Rytter \| Rytter \| Hold \| Tid \| \| \| ------------- \| ---------------- \| ----------------- \| ------------- \| ------------- \| \| 1. \| David Gaudu \| Groupama-FDJ \| 4t 54' 32" \| \| \| 2. \| Gino Mäder \| NTT Pro Cycling \| + 28" \| \| \| 3. \| Jon Izagirre \| Astana \| + 1' 05" \| \| \| 4. \| David de la Cruz \| UAE Team Emirates \| + 1' 05" \| \| \| 5. \| Mark Donovan \| Team Sunweb \| + 1' 53" \| \| \| 6. \| Michael Storer \| Team Sunweb \| + 1' 53" \| \| \| 7. \| Guillaume Martin \| Cofidis \| + 2' 23" \| \| \| 8. \| Richard Carapaz \| Ineos Grenadiers \| + 2' 35" \| \| \| 9. \| Hugh Carthy \| EF Pro Cycling \| + 2' 50" \| \| \| 10. \| Primož Roglič \| Jumbo-Visma \| + 2' 56" \| \| |                  |                   |            |
| |                  |                   |            |
| Kilde: ProCyclingStats |                  |                   |            |
| Etaperesultat |                  |                   |            |
| Rytter | Rytter           | Hold              | Tid        |
| 1. | David Gaudu      | Groupama-FDJ      | 4t 54' 32" |
| 2. | Gino Mäder       | NTT Pro Cycling   | + 28"      |
| 3. | Jon Izagirre     | Astana            | + 1' 05"   |
| 4. | David de la Cruz | UAE Team Emirates | + 1' 05"   |
| 5. | Mark Donovan     | Team Sunweb       | + 1' 53"   |
| 6. | Michael Storer   | Team Sunweb       | + 1' 53"   |
| 7. | Guillaume Martin | Cofidis           | + 2' 23"   |
| 8. | Richard Carapaz  | Ineos Grenadiers  | + 2' 35"   |
| 9. | Hugh Carthy      | EF Pro Cycling    | + 2' 50"   |
| 10. | Primož Roglič    | Jumbo-Visma       | + 2' 56"   |

### Klassement efter etapen
| \| Samlede stilling \| Samlede stilling \| Samlede stilling \| Samlede stilling \| Samlede stilling \| \| Rytter \| Rytter \| Hold \| Tid \| \| \| ---------------- \| ------------------- \| ---------------------- \| ---------------- \| ---------------- \| \| 1. \| Primož Roglič \| Jumbo-Visma \| 67t 17' 59" \| \| \| 2. \| Richard Carapaz \| Ineos Grenadiers \| + 24" \| \| \| 3. \| Hugh Carthy \| EF Pro Cycling \| + 47" \| \| \| 4. \| Daniel Martin \| Israel Start-Up Nation \| + 2' 43" \| \| \| 5. \| Enric Mas \| Movistar Team \| + 3' 36" \| \| \| 6. \| Wout Poels \| Bahrain McLaren \| + 7' 16" \| \| \| 7. \| David de la Cruz \| UAE Team Emirates \| + 7' 35" \| \| \| 8. \| David Gaudu \| Groupama-FDJ \| + 7' 45" \| \| \| 9. \| Felix Großschartner \| Bora-Hansgrohe \| + 8' 15" \| \| \| 10. \| Alejandro Valverde \| Movistar Team \| + 9' 34" \| \| |                     |                        |             |
| |                     |                        |             |
| Kilde: ProCyclingStats |                     |                        |             |
| Samlede stilling |                     |                        |             |
| Rytter | Rytter              | Hold                   | Tid         |
| 1. | Primož Roglič       | Jumbo-Visma            | 67t 17' 59" |
| 2. | Richard Carapaz     | Ineos Grenadiers       | + 24"       |
| 3. | Hugh Carthy         | EF Pro Cycling         | + 47"       |
| 4. | Daniel Martin       | Israel Start-Up Nation | + 2' 43"    |
| 5. | Enric Mas           | Movistar Team          | + 3' 36"    |
| 6. | Wout Poels          | Bahrain McLaren        | + 7' 16"    |
| 7. | David de la Cruz    | UAE Team Emirates      | + 7' 35"    |
| 8. | David Gaudu         | Groupama-FDJ           | + 7' 45"    |
| 9. | Felix Großschartner | Bora-Hansgrohe         | + 8' 15"    |
| 10. | Alejandro Valverde  | Movistar Team          | + 9' 34"    |

#### Pointkonkurrencen
| Pointkonkurrence | Pointkonkurrence    | Pointkonkurrence       | Pointkonkurrence | Pointkonkurrence |
| Rytter           | Rytter              | Hold                   | Point            |                  |
| ---------------- | ------------------- | ---------------------- | ---------------- | ---------------- |
| 1.               | Primož Roglič       | Jumbo-Visma            | 204 point        |                  |
| 2.               | Richard Carapaz     | Ineos Grenadiers       | 133 point        |                  |
| 3.               | Daniel Martin       | Israel Start-Up Nation | 111 point        |                  |
| 4.               | Hugh Carthy         | EF Pro Cycling         | 96 point         |                  |
| 5.               | Guillaume Martin    | Cofidis                | 87 point         |                  |
| 6.               | Marc Soler          | Movistar Team          | 73 point         |                  |
| 7.               | Michael Woods       | EF Pro Cycling         | 72 point         |                  |
| 8.               | Enric Mas           | Movistar Team          | 71 point         |                  |
| 9.               | Felix Großschartner | Bora-Hansgrohe         | 71 point         |                  |
| 10.              | Jasper Philipsen    | UAE Team Emirates      | 66 point         |                  |

#### Bjergkonkurrencen
| Bjergkonkurrence | Bjergkonkurrence | Bjergkonkurrence       | Bjergkonkurrence | Bjergkonkurrence |
| Rytter           | Rytter           | Hold                   | Point            |                  |
| ---------------- | ---------------- | ---------------------- | ---------------- | ---------------- |
| 1.               | Guillaume Martin | Cofidis                | 99 point         |                  |
| 2.               | Tim Wellens      | Lotto-Soudal           | 34 point         |                  |
| 3.               | Richard Carapaz  | Ineos Grenadiers       | 30 point         |                  |
| 4.               | David Gaudu      | Groupama-FDJ           | 29 point         |                  |
| 5.               | Sepp Kuss        | Jumbo-Visma            | 27 point         |                  |
| 6.               | Primož Roglič    | Jumbo-Visma            | 24 point         |                  |
| 7.               | Hugh Carthy      | EF Pro Cycling         | 21 point         |                  |
| 8.               | Michael Woods    | EF Pro Cycling         | 21 point         |                  |
| 9.               | Rui Costa        | UAE Team Emirates      | 21 point         |                  |
| 10.              | Daniel Martin    | Israel Start-Up Nation | 20 point         |                  |

#### Bedste unge rytter
| Ungdomskonkurrence | Ungdomskonkurrence  | Ungdomskonkurrence | Ungdomskonkurrence | Ungdomskonkurrence |
| Rytter             | Rytter              | Hold               | Tid                |                    |
| ------------------ | ------------------- | ------------------ | ------------------ | ------------------ |
| 1.                 | Enric Mas           | Movistar Team      | 69t 21' 35"        |                    |
| 2.                 | David Gaudu         | Groupama-FDJ       | + 4' 09"           |                    |
| 3.                 | Aleksandr Vlasov    | Astana             | + 6' 00"           |                    |
| 4.                 | Gino Mäder          | NTT Pro Cycling    | + 40' 03"          |                    |
| 5.                 | Georg Zimmermann    | CCC Team           | + 41' 28"          |                    |
| 6.                 | Will Barta          | CCC Team           | + 45' 52"          |                    |
| 7.                 | Kobe Goossens       | Lotto-Soudal       | + 59' 21"          |                    |
| 8.                 | Clément Champoussin | AG2R La Mondiale   | + 1t 17' 44"       |                    |
| 9.                 | Robert Power        | Team Sunweb        | + 1t 28' 58"       |                    |
| 10.                | Dorian Godon        | AG2R La Mondiale   | + 1t 38' 24"       |                    |

#### Holdkonkurrencen
| Holdkonkurrence | Holdkonkurrence   | Holdkonkurrence | Holdkonkurrence |
| Hold            | Hold              | Tid             |                 |
| --------------- | ----------------- | --------------- | --------------- |
| 1.              | Movistar Team     | 208t 12' 42"    |                 |
| 2.              | Jumbo-Visma       | + 10' 23"       |                 |
| 3.              | Astana            | + 40' 09"       |                 |
| 4.              | UAE Team Emirates | + 1t 04' 05"    |                 |
| 5.              | Mitchelton-Scott  | + 1t 08' 33"    |                 |
| 6.              | Cofidis           | + 1t 44' 20"    |                 |
| 7.              | Ineos Grenadiers  | + 2t 32' 28"    |                 |
| 8.              | Groupama-FDJ      | + 2t 44' 38"    |                 |
| 9.              | Team Sunweb       | + 3t 07' 51"    |                 |
| 10.             | EF Pro Cycling    | + 3t 11' 29"    |                 |